# New Bedford (Massachusetts)
New Bedford ist eine Hafenstadt im Bristol County, Massachusetts, USA. Die Stadt liegt 76 km südlich von Boston. Das U.S. Census Bureau hat bei der Volkszählung 2020 eine Einwohnerzahl von 101.079 ermittelt.
Im 19. Jahrhundert war die Stadt ein wichtiges Zentrum des Walfangs und Holzschiffbaus. Daran erinnert der New Bedford Historic District, eine National Historic Landmark. Heute beherbergt die Stadt ein berühmtes Walfangmuseum (The New Bedford Whaling Museum). Herman Melvilles Moby-Dick spielt zum Teil in New Bedford. Die Massenvergewaltigung von Cheryl Araujo in einer Bar in New Bedford im Jahre 1983 war von landesweitem Medieninteresse und wurde als New Bedford Bar Rape bekannt.

## Geschichte
Vor dem 17. Jahrhundert lebten entlang des Flusses Acushnet als einzige Bewohner die im gesamten südöstlichen Raum Massachusetts und Rhode Island beheimateten Wampanoag (Indianerstamm). Ihre Zahl wird auf 12.000 Personen beziffert.
Der britische Entdeckungsreisende Bartholomew Gosnold landete am 15. Mai 1602 auf Cuttyhunk Island. Von dort erforschte er Cape Cod und die benachbarten Gebiete, einschließlich des heutigen New Bedford.
Die erste Besiedlung des Gebietes von New Bedford durch Europäer erfolgte aber erst 1652. Siedler der Plymouth Colony erwarben Land von dem Sachem (Häuptling) Massasoit der Wampanoag. Dabei kam es zu Missverständnissen. Da die Wampanoag kein Eigentum kennen, dachten sie, sie hätten den Siedlern lediglich die Nutzungsrechte verkauft, aber nicht ihre Eigentumsrechte dauerhaft abgegeben.
Die Siedler errichteten neben anderen Fischerei- und Bauerndörfern die Siedlung Old Dartmouth, welches nicht nur das heutige Dartmouth umfasste, sondern auch das heutige New Bedford, Acushnet, Fairhaven und Westport.
Ein Bereich von Old Dartmouth nahe dem Westufer des Acushnet Rivers mit Namen Bedford Village wurde von einer prominenten und reichen Bürgerfamilie namens Russel im Jahr 1787 aufgekauft und in das eigenständige New Bedford umgetauft.
Es gab Werften, die Segelschiffe bauten, u. a. den Schoner Caroline und das Walfangschiff Charles W. Morgan.
Das späte 18. Jahrhundert war eine Zeit des Wachstums. New Bedfords erste Zeitung The Medley, auch bekannt als New Bedford Marine Journal, wurde 1792 gegründet. Im selben Jahr bekam die Stadt ihr erstes Postamt.
Einwanderer von der Walfängerinsel Insel Nantucket begründeten die erfolgreiche Walfangindustrie New Bedfords.
Die Stadt Fairhaven teilte sich 1812 von New Bedford ab und wurde unabhängig. Im Jahr 1847 wurde New Bedford zur Stadt (City) erklärt. Der erste Bürgermeister hieß Abraham Hathaway Howland.
Zur selben Zeit begann New Bedford die Insel Nantucket als größten und führenden Hafen der Walfangindustrie abzulösen, was am Anfang des Romans Moby-Dick von Herman Melville beschrieben wird. Der Walfang war in jenem Jahrhundert der erfolgreichste und prägendste Geschäftszweig der Stadt.
Heute kann man im historisch erhaltenen Bereich der Stadt die Geschichte des Walfangs besichtigen. In Erinnerung an diese Zeit wurde in der Antarktis eine Bucht in New Bedford Inlet benannt.

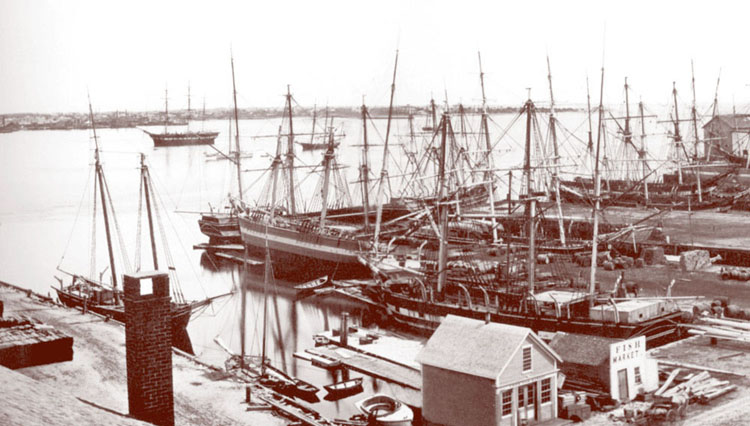
Der alte Hafen

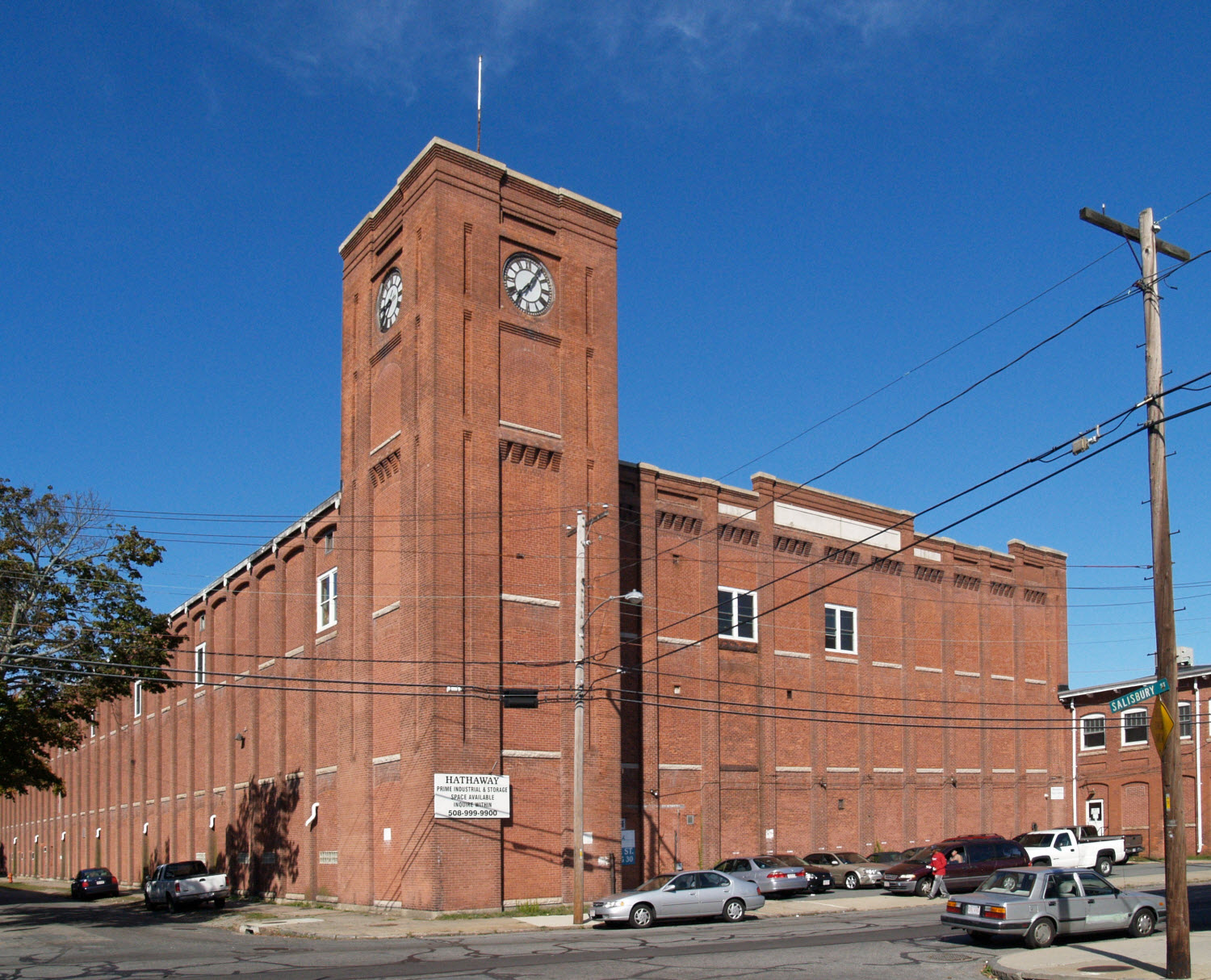
Hathaway Mills

In der Mitte der 1840er Jahre entstand auf der benachbarten Insel Fish Island die erste Petroleumölraffinierie der Vereinigten Staaten. Kurz vorher erschlossenes Rohöl in Pennsylvania wurde in das in der Walölverarbeitung erfahrene New Bedford verschifft, wo es, wie zuvor der Waltran, zu Lampen- und anderen Ölen verarbeitet wurde.
Auf der Insel wurde auch begonnen, industriell Gas aus Kohle zu gewinnen (Kohlevergasung). Jedoch kam es zu einer gewaltigen Explosion, die ein Gebäude zerstörte.
Stabilität erhielt die Ökonomie New Bedfords durch die Textilindustrie.
Die University of Massachusetts Dartmouth schuf die New Bedford Textile School, welche der Textilindustrie in den Jahren 1895–1899 zu einem großen Aufschwung verhalf. Zu Zeiten der Großen Depression schrumpfte sie allerdings und endete in den vierziger Jahren ganz.
In der Hochzeit waren 30.000 Menschen in 32 Baumwollfabriken beschäftigt.
In den 1970er Jahren entstand dort die Werkzeugindustrie.
Mitte der 1990er Jahre erlebte die seit der Gründung New Bedfords erfolgreiche Fischereiindustrie ihren Niedergang, als Beschränkungen, die durch die Überfischung der Meere notwendig wurden, in Kraft traten.

## Geografie
New Bedford ist eine Küstenstadt und ein Seehafen, im Westen angrenzend an die Gemeinde Dartmouth, nördlich an Fairhaven, im Osten an Acushnet und Fairhaven und im Süden an Buzzards Bay.
Von New Bedfords Nordgrenze mit Freetown bis zur Küste von Buzzards Bay am Clark's Point beträgt die Distanz annähernd 23 km. Der Ost-West-Durchmesser beträgt ca. 3,2 km. Der höchste Punkt der Stadt ist ein namenloser Hügel, der von der Interstate 195 und der Hathaway Straße im Westen der Altstadt durchzogen wird, mit einer Höhe von mehr als 55 Metern über Meeresspiegel.
Der Hafen von New Bedford, den es mit Fairhaven teilt, ist eigentlich die Mündung des Acushnet River, der sich in die Buzzards Bay östlich der Landzunge Clark's Point, dem südlichsten Punkt der Stadt, ergießt.
Im Westen, auf der anderen Seite von Clarks Point, erstreckt sich 2,5 Kilometer landeinwärts die längliche Bucht Clarkes Cove.
Knapp unterhalb der unbewohnten Insel Palmer's Island, welche den Hafen südlich begrenzt, liegt eine über drei Kilometer lange Sturmflutbarriere, die den Hafen und die dort ankernde Fischereiflotte schützen soll.
Neben Palmer's Island gehören die Inseln Fish Island und Pope's Island zu der Stadt. Auf letzterer stehen die Stützen der Bedford-Fairhaven-Brücke. Der mittlere Teil, eine Klappbrücke, verbindet die beiden Inseln, erlaubt aber gleichzeitig die Passage von Schiffen und Booten zu dem oberen Teil des Hafens.
Der größte Park der Stadt, Brooklawn Park, liegt am nördlichen Ende, der nächstgrößte, Fort Taber Park (auch Fort Rodman genannt, weil damals zwei Forts dort existierten), auf Clark's Point. An der Stadtgrenze zu Dartmouth liegt der Buttonwood Park, in dem eine Lagune und ein Zoo angelegt sind.
Im Nordwesten der Stadt liegt das Naturschutzgebiet des Acushnet Cedar Swamp (Zedernsumpf), welches sich auch auf das Gebiet von Dartmouth erstreckt.

## Söhne und Töchter der Stadt
- Clifford Ashley (1881–1947), Seemann, Maler und Verfasser von Sachbüchern
- Peirce H. Brereton (1894–1963), Politiker
- Jonathan Bourne (1855–1940), Politiker
- William M. Butler (1861–1937), Politiker
- Albert Crossley (1903–1981), Radsportler
- Mark Dion (* 1961), Maler und Objektkünstler
- Frederick Douglass (1817 oder 1818–1895), Abolitionist und Schriftsteller
- James Joseph Gerrard (1897–1991), römisch-katholischer Geistlicher, Weihbischof in Fall River
- Henry Grinnell (1799–1874), Reeder und Kaufmann
- Allen F. Kingman (1893–1988), Brigadegeneral der United States Army
- David Maslanka (1943–2017), Komponist und Musikpädagoge
- Miriam Moffitt (1884–1954), Pianistin und Bandleaderin
- George S. Morison (1842–1903), Bauingenieur
- Andrew Rubin (1946–2015), Schauspieler
- Albert Pinkham Ryder (1847–1917), Maler
- Melanie S. Sanford (* 1975), Chemikerin
- Quinn Sullivan (* 1999), Bluesmusiker
- Isaiah West Taber (1830–1912), Fotograf
- Lee Merriam Talbot (1930–2021), Ökologe und Geograph
- Dawn Clifton Tripp (* 1969), Schriftstellerin (in Westport Point geboren)
- John W. Tukey (1915–2000), Statistiker
- Samuel Wagstaff (* 1945), Mathematiker

außerdem:
- A Wilhelm Scream, Punkrock-Band

## Städtepartnerschaften
- Utqiaġvik, Vereinigte Staaten
- Funchal, Madeira, Portugal
- Horta, Azoren, Portugal
- Mindelo, Kap Verde
- Tosashimizu, Japan (seit 1987)
- Figueira da Foz, Portugal